# Вулиця Драгана (Львів)
Ву́лиця Дра́гана — вулиця в Сихівському районі Львова, місцевості Сихів. Сполучає проспект Червоної Калини з вулицею Гориня. Прилучається вулиця Вернадського.

## Назва
Сучасна назва — з 1990 року на честь українського мистецтвознавця Михайла Драгана.

## Забудова
На вулиці переважає багатоповерхова житлова забудова радянських часів (1980-1990-х років), представлена переважно 9-поверховими будинками, а також сучасна 5-поверхова забудова з 2000-х років. 
№ 1. — комерційні приміщення на першому поверсі Аптека № 6 мережі аптечних закладів «Аптека «3і», Львівське відділення Таскомбанк № 101.
№ 4б. — за цією адресою міститься Львівський науково-практичний медичний центр «Біомед».
№ 7. — Львівська середня загальноосвітня I-III ступенів школа № 13.
№ 12,14,16. — типовий великопанельний дев'ятиповерховий житловий будинок, що складається з трьох частин, за кожною з яких закріплений окремий номер. Будинок належить до другої черги будівництва житлового району, а саме його південної частини — Сихів-ІІ, спорудження якої розпочалася у 1986 році. Він збудований за принципами індустріального типологізму, за стильовими ознаками належить до модернізму.
№ 13. — спортивно-оздоровчий комплекс «Формула краси».
№ 34. — типовий великопанельний дев'ятиповерховий житловий будинок, одне з приміщень першого поверху якого займає відділення «Нової пошти» № 32 — української компанії з експрес-доставки документів, вантажів та посилок.